# Suore di Nostra Signora della Compassione (Tolosa)
Le Suore di Nostra Signora della Compassione (in francese Sœurs de Notre-Dame de la Compassion) sono un istituto religioso femminile di diritto pontificio.

## Storia
La congregazione fu fondata a Tolosa il 1º novembre 1817 dal canonico Maurice-Mathieu Garrigou insieme con Jeanne-Marie Desclaux.
Garrigou aveva organizzato le confraternite della Sainte Epine e delle dame della Compassione e aveva avviato numerose opere a favore di poveri e ammalati: per assicurare la continuazione di tali opere, pensò inizialmente di servirsi delle suore della misericordia di Moissac, ma poi decise di avviare un istituto autonomo.
La prima comunità si stabilì nell'antico Collège de Foix di Tolosa, dove fu aperto un educandato per ragazze dell'alta società decaduta.
L'istituto ricevette il pontificio decreto di lode il 20 gennaio 1941 e l'approvazione definitiva il 6 giugno 1957.

## Attività e diffusione
Le suore si dedicano all'educazione cristiana della gioventù e all'aiuto ai poveri.
Oltre che in Francia, sono presenti in Camerun, Perù, Spagna e Venezuela; la sede generalizia è a Tolosa.
Alla fine del 2015 l'istituto contava 232 religiose in 30 case.